# Houetteville
Houetteville is een gemeente in het Franse departement Eure (regio Normandië) en telt 198 inwoners (1999). De plaats maakt deel uit van het arrondissement Évreux.

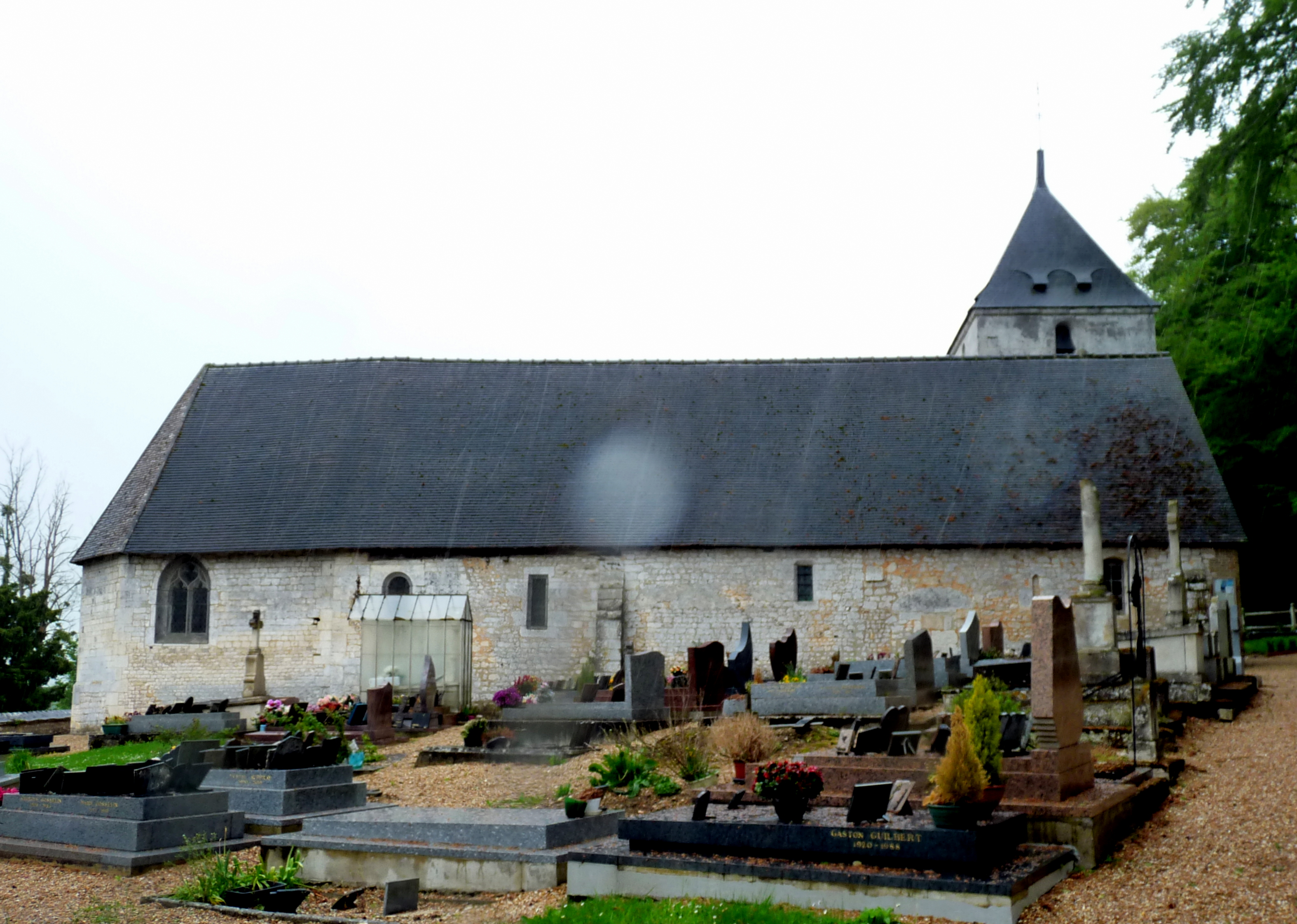
Kerk van Houetteville
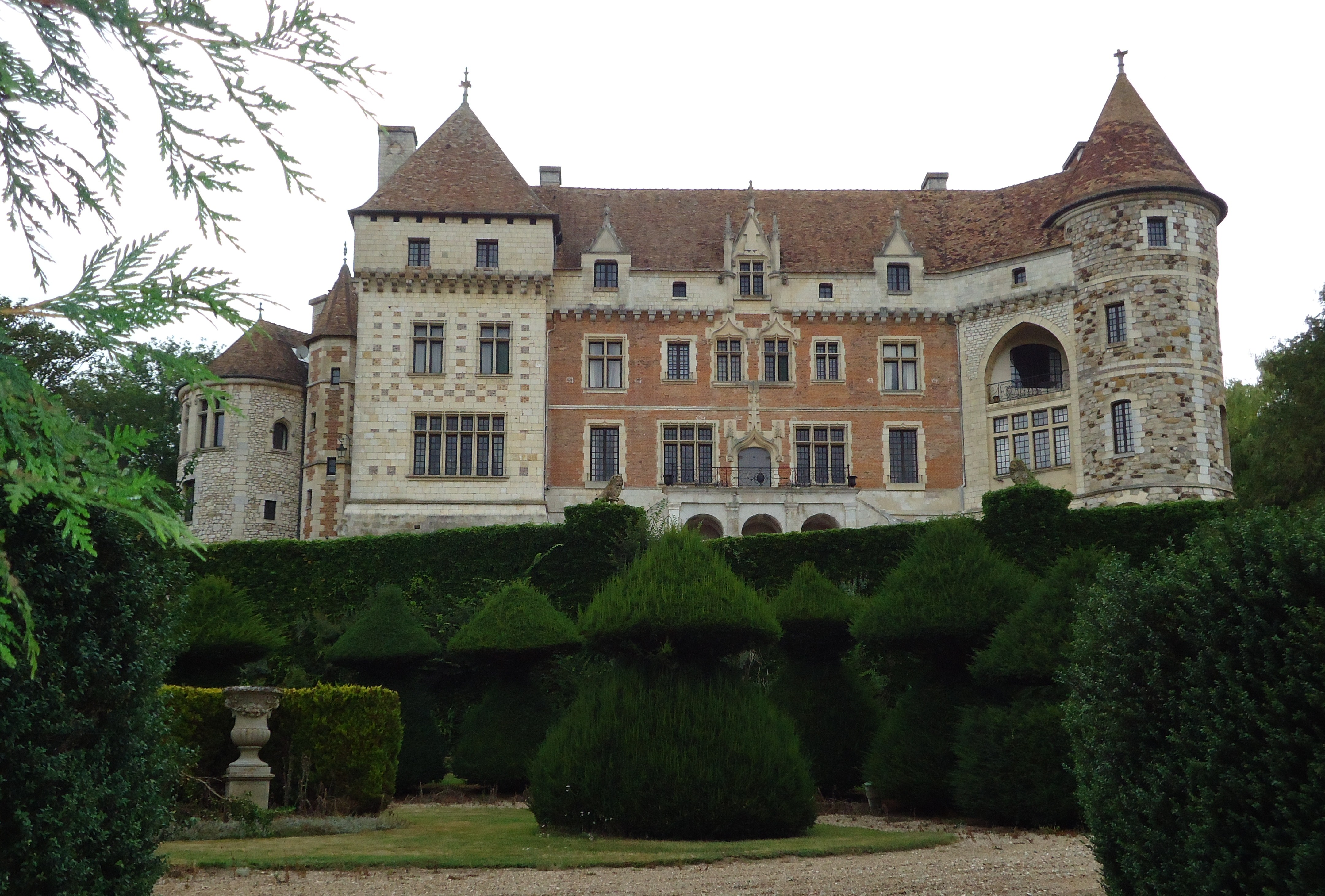
Kasteel van Houetteville

## Geografie
De oppervlakte van Houetteville bedraagt 6,9 km², de bevolkingsdichtheid is 28,7 inwoners per km².
De onderstaande kaart toont de ligging van Houetteville met de belangrijkste infrastructuur en aangrenzende gemeenten.

## Demografie
Onderstaande figuur toont het verloop van het inwonertal (bron: INSEE-tellingen).